# Liga Colombiana de Fútbol Sala 2017-I
La Liga Argos Futsal Apertura 2017 fue la décima tercera (13.ª) versión de la Liga Argos Futsal, el campeón del torneo tendrá un cupo a la Superliga Argos Fútsal 2017. También se definirán los cupos a la Copa Libertadores de Futsal 2018. Inició el 25 de febrero y finalizó el 10 de junio de 2017.
La liga presentó varios cambios con respecto al año anterior. En primer lugar se amplió el número de equipos participantes de 20 a 24, gracias a la inclusión de Leones de Nariño, Leones de Itagüí, Fortaleza y Academia de Ubaté. Debido al aumento de equipos, se pasó a dividir a los equipos en tres distintos grupos según su ubicación geográfica.
Sin embargo, el cambio más significativo es la inclusión del sistema de descenso, en donde los 4 equipos con peor puntuación descenderán a la categoría B que se inaugurará en 2018 al finalizar el torneo Finalización.

## Sistema de juego
El torneo se dividió en cuatro fases:
La primera fase con 24 equipos divididos en tres grupos de ocho equipos cada uno según la posición geográfica en un total de 7 fechas. Los dos primeros equipos de cada grupo y los dos mejores terceros se clasifican a la siguiente fase.
Los cuartos de final se definirán según sus posiciones en la reclasificación de la siguiente manera:
- 1° vs. 8° (S1)
- 3° vs. 6° (S3)
- 2° vs. 7° (S2)
- 4° vs. 5° (S4)

Las semifinales se jugarán de la siguiente manera:
- Ganador S1 vs. Ganador S3
- Ganador S2 vs. Ganador S4

Los ganadores de la fase anterior jugarán la final del torneo.

## Equipos participantes
| Equipo                     | Departamento       | Ciudad           | Coliseo                               |
| Deportivo Lyon             | Valle del Cauca    | Santiago de Cali | Coliseo Mariano Ramos                 |
| Alianza Platanera          | Antioquia          | Apartado         | Coliseo Antonio Roldán                |
| Atlético Dorada            | Caldas             | La Dorada        | Coliseo Ventura Castillo              |
| Cúcuta Niza                | Norte de Santander | Cúcuta           | Coliseo UFPS                          |
| Rionegro Águilas           | Antioquia          | Rionegro         | Coliseo El Cielo                      |
| Independiente Barranquilla | Atlántico          | Barranquilla     | Coliseo Elías Chegwin                 |
| Real Bucaramanga           | Santander          | Bucaramanga      | Coliseo Bicentenario                  |
| Bello Real Antioquia       | Antioquia          | Bello            | Coliseo Polideportivo Tulio Ospina    |
| Depor Cartagena            | Bolívar            | Cartagena        | Coliseo Northon Madrid                |
| Rionegro Futsal            | Antioquia          | Rionegro         | Coliseo El Cielo                      |
| Gremio Samario             | Magdalena          | Santa Marta      | Coliseo Menor de Villa Olímpica       |
| Saeta Bogotá               | Bogotá             | Bogotá           | Palacio de los Deportes               |
| D´Martin FC                | Cundinamarca       | Madrid           | Coliseo Madrid                        |
| Real Cundinamarca          | Cundinamarca       | Facatativá       | Deportivo Central                     |
| Lanús Colombia             | Bogotá             | Bogotá           | PRD El Salitre                        |
| Deportivo Sanpas Irdet     | Boyacá             | Tunja            | Coliseo Cubierto San Antonio          |
| Deportivo Meta H&H         | Meta               | Villavicencio    | Álvaro Mesa Amaya                     |
| Utrahuilca Huila futsal    | Huila              | Neiva            | Coliseo Álvaro Sánchez Silva          |
| Cóndor F.C                 | Valle del Cauca    | Santiago de Cali | Coliseo Mariano Ramos                 |
| Alianza Tolima             | Tolima             | Líbano           | Coliseo Mayor de Líbano               |
| Leones de Nariño           | Nariño             | Pasto            | Coliseo Cubierto Sergio Antonio Ruano |
| Leones de Itagüí           | Antioquia          | Itagüí           | Coliseo Cubierto de Itagüí            |
| Fortaleza                  | Cundinamarca       | El Colegio       | Coliseo de los Deportes               |
| Academia de Ubaté          | Cundinamarca       | Ubaté            | Coliseo Bicentenario de Ubaté         |

### Nuevos clubes
4 nuevos equipos entraron a formar parte del torneo, estos equipos son:
| Nuevo club        |
| ----------------- |
| Leones de Nariño  |
| Leones de Itagüí  |
| Fortaleza         |
| Academia de Ubaté |

| Ubicación de localía de los equipos |
| --- |
| Bello R. Águilas Rionegro Leones A. Urabá I. Barranquilla R. Cundinamarca S. Bogotá Academia D'Martin Fortaleza L. Colombia D. Meta A. Dorada R. Bucaramanga Niza D. Lyon Cóndor D. Cartagena G. Samario L. Nariño A. Tolima D. Sanpas Utrahuilca |

## Fase de grupos
Los equipos se dividen en 3 grupos de 8 equipos agrupados según su ubicación geográfica.  Los equipos jugarán una fecha de todos contra todos a una vuelta, los equipos que jueguen de locales durante la Liga Argos Fútsal 2017-I serán visitantes en la siguiente edición del torneo. Las fechas de inicio del torneo y de los partidos aún están por definirse. 
Los tres grupos están divididos de la siguiente manera:

### Grupo A
| Pos. | Equipos           | PJ | PG | PE | PP | GF | GC | Dif. | Pts. |
| ---- | ----------------- | -- | -- | -- | -- | -- | -- | ---- | ---- |
| 1.   | D´Martin FC       | 7  | 5  | 2  | 0  | 37 | 20 | 17   | 17   |
| 2.   | Deportivo Meta    | 7  | 4  | 1  | 2  | 28 | 21 | 7    | 13   |
| 3.   | Lanús Colombia    | 7  | 3  | 3  | 1  | 27 | 18 | 9    | 12   |
| 4.   | Fortaleza         | 7  | 3  | 2  | 2  | 30 | 26 | 4    | 11   |
| 5.   | Saeta Bogotá      | 7  | 3  | 1  | 3  | 24 | 30 | -6   | 10   |
| 6.   | Deportivo Sanpas  | 7  | 2  | 2  | 3  | 21 | 23 | -2   | 8    |
| 7.   | Real Cundinamarca | 7  | 1  | 2  | 4  | 9  | 20 | -11  | 5    |
| 8.   | Academia de Ubaté | 7  | 0  | 1  | 6  | 15 | 33 | -18  | 1    |

|  |                                      |
|  | Clasificados a los cuartos de final. |
|  | Eliminados.                          |

| D´Martin          | 6 : 3 | Saeta             | Coliseo Cubierto de Madrid | 25 de febrero | 18:00 | Sin transmisión |
| Academia de Ubaté | 0 : 4 | Deportivo Sanpas  | Coliseo Bicentenario       | 25 de febrero | 18:00 | Sin transmisión |
| Lanús Colombia    | 7 : 2 | Real Cundinamarca | Coliseo Cayetano Cañizares | 25 de febrero | 19:00 | Sin transmisión |
| Deportivo Meta    | 5 : 4 | Fortaleza         | Coliseo Álvaro Mesa        | 25 de febrero | 20:00 | Sin transmisión |

| Saeta             | 2 : 2 | Lanús Colombia    | Cayetano Cañizares  | 3 de marzo  | 20:00 | Win Sports      |
| Fortaleza         | 5 : 2 | Academia de Ubaté | Mesitas del Colegio | 4 de marzo  | 18:00 | Sin transmisión |
| Deportivo Sanpas  | 4 : 2 | Deportivo Meta    | IRDET               | 4 de marzo  | 18:00 | Sin transmisión |
| Real Cundinamarca | 2 : 5 | D´Martin          | Deportivo Central   | 29 de marzo | 19:00 | Sin transmisión |

| Real Cundinamarca | 0 : 0 | Deportivo Sanpas  | Deportivo Central      | 10 de marzo | 19:00 | Sin transmisión |
| Saeta             | 5 : 8 | Fortaleza         | Cayetano Cañizares     | 10 de marzo | 20:00 | Sin transmisión |
| D´Martin          | 7 : 3 | Deportivo Meta    | Cubierto de Madrid     | 11 de marzo | 18:00 | Sin transmisión |
| Lanús Colombia    | 7 : 3 | Academia de Ubaté | Municipal de Tocancipá | 11 de marzo | 18:00 | Sin transmisión |

| Fortaleza         | 2 : 5 | D´Martin          | Mesitas del Colegio | 18 de marzo | 18:00 |  |
| Academia de Ubaté | 2 : 3 | Real Cundinamarca | Bicentenario        | 18 de marzo | 18:00 |  |
| Deportivo Sanpas  | 2 : 4 | Lanús Colombia    | IRDET               | 18 de marzo | 19:00 |  |
| Deportivo Meta    | 9 : 2 | Saeta             | Álvaro Mesa         | 18 de marzo | 20:00 |  |

| Saeta         | 1 : 0 | Real Cundinamarca | Cayetano Cañizares  | 24 de marzo | 20:00 | Win Sports      |
| D´Martin      | 4 : 4 | Lanús Colombia    | Cubierto de Madrid  | 24 de marzo | 20:00 | Sin transmisión |
| Fortaleza     | 5 : 5 | Deportivo Sanpas  | Mesitas del Colegio | 25 de marzo | 18:00 | Sin transmisión |
| Deprtivo Meta | 5 : 3 | Academia de Ubaté | Álvaro Mesa         | 25 de marzo | 20:00 | Sin transmisión |

| Real Cundinamarca | 2 : 2 | Fortaleza      | Deportivo Central      | 1 de abril | 18:00 |  |
| Academia de Ubaté | 2 : 2 | D´Martin       | Bicentenario           | 1 de abril | 18:00 |  |
| Deportivo Sanpas  | 2 : 4 | Saeta          | IRDET                  | 1 de abril | 19:00 |  |
| Lanús Colombia    | 1 : 1 | Deportivo Meta | Municipal de Tocancipá | 1 de abril | 19:00 |  |

| Saeta          | 7 : 3 | Academia de Ubaté | Mesitas del Colegio | 7 de abril | 20:00 | Sin transmisión |
| D´Martin       | 8 : 4 | Deportivo Sanpas  | Cubierto de Madrid  | 8 de abril | 18:00 | Sin transmisión |
| Fortaleza      | 4 : 2 | Lanús Colombia    | Mesitas del Colegio | 8 de abril | 18:00 | Sin transmisión |
| Deportivo Meta | 3 : 0 | Real Cundinamarca | Álvaro Mesa         | 8 de abril | 20:00 | Sin transmisión |

### Grupo B
| Pos. | Equipos          | PJ | PG | PE | PP | GF | GC | Dif. | Pts. |
| ---- | ---------------- | -- | -- | -- | -- | -- | -- | ---- | ---- |
| 1.   | Real Bucaramanga | 7  | 5  | 2  | 0  | 34 | 21 | 13   | 17   |
| 2.   | Leones de Nariño | 7  | 4  | 2  | 1  | 33 | 27 | 6    | 14   |
| 3.   | Deportivo Lyon   | 7  | 3  | 1  | 3  | 33 | 30 | 3    | 10   |
| 4.   | Corporación Niza | 7  | 3  | 1  | 3  | 30 | 33 | -3   | 10   |
| 5.   | Atlético Dorada  | 7  | 3  | 0  | 4  | 35 | 28 | 7    | 9    |
| 6.   | Alianza Tolima   | 7  | 2  | 2  | 3  | 21 | 22 | -1   | 9    |
| 7.   | Cóndor F.C       | 7  | 2  | 1  | 4  | 21 | 28 | -7   | 7    |
| 8.   | Utrahuilca       | 7  | 1  | 0  | 6  | 15 | 33 | -18  | 3    |

|  |                                      |
|  | Clasificados a los cuartos de final. |
|  | Eliminados.                          |

| Deportivo Lyon   | 3 : 2 | Atlético Dorada  | Mariano Ramos              | 15:00 | 25 de febrero | Sin transmisión |
| Utrahuilca       | 1 : 5 | Real Bucaramanga | Álvaro Sánchez             | 15:00 | 25 de febrero | Sin transmisión |
| Leones de Nariño | 4 : 2 | Deportivo Cóndor | Sergio A. Ruano            | 20:00 | 25 de febrero | Sin transmisión |
| Alianza Tolima   | 2 : 2 | Corporación Niza | Coliseo Cubierto de Ibagué | 20:00 | 25 de febrero | Sin transmisión |

| Corporación Niza | 3 : 8 | Deportivo Lyon   | U.F.P. Santander | 3 de marzo | 20:00 | Sin transmisión |
| Deportivo Cóndor | 5 : 2 | Utrahuilca       | Mariano Ramos    | 4 de marzo | 16:00 | Sin transmisión |
| Real Bucaramanga | 5 : 4 | Leones de Nariño | Edmundo Luna     | 5 de marzo | 10:30 | Sin transmisión |
| Atlético Dorada  | 4 : 1 | Alianza Tolima   | Ventura Castillo | 5 de marzo | 15:00 | Sin transmisión |

| Real Bucaramanga | 7 : 2 | Atlético Dorada  | Vicente Díaz   | 10 de marzo | 20:00 | Sin transmisión |
| Deportivo Cóndor | 3 : 5 | Corporación Niza | Mariano Ramos  | 11 de marzo | 16:00 | Sin transmisión |
| Leones de Nariño | 2 : 2 | Alianza Tolima   | Sergio Ruano   | 11 de marzo | 20:00 | Sin transmisión |
| Utrahuilca       | 5 : 3 | Deportivo Lyon   | Álvaro Sánchez | 12 de abril | 16:00 | Sin transmisión |

| Deportivo Lyon   | 4 : 6 | Real Bucaramanga | Mariano Ramos    | 17 de marzo | 20:00 | Sin transmisión |
| Corporación Niza | 5 : 8 | Leones de Nariño | U.F.P. Santander | 17 de marzo | 20:00 | Sin transmisión |
| Alianza Tolima   | 2 : 3 | Deportivo Cóndor | Mayor de Líbano  | 18 de marzo | 20:00 | Sin transmisión |
| Atlético Dorada  | 8 : 1 | Utrahuilca       | Ventura Castillo | 19 de marzo | 15:00 | Sin transmisión |

| Corporación Niza | 6 : 5 | Atlético Dorada  | U.F.P. Santander | 24 de marzo | 20:00 |  |
| Deportivo Cóndor | 2 : 2 | Real Bucaramanga | Mariano Ramos    | 25 de marzo | 13:00 |  |
| Leones de Nariño | 3 : 2 | Utrahuilca       | Sergio Ruano     | 25 de marzo | 20:00 |  |
| Aliana Tolima    | 6 : 5 | Deportivo Lyon   | Mayor Líbano     | 25 de marzo | 20:00 |  |

| Utrahuilca       | 1 : 3 | Alianza Tolima   | Álvaro Sánchez   | 30 de marzo | 15:00 | Sin transmisión |
| Real Bucaramanga | 4 : 3 | Corporación Niza | Vicente Díaz     | 30 de marzo | 20:00 | Win Sports      |
| Deportivo Lyon   | 6 : 6 | Leones de Nariño | Mariano Ramos    | 1 de abril  | 15:00 | Sin transmisión |
| Atlético Dorada  | 9 : 4 | Deportivo Cóndor | Ventura Castillo | 2 de abril  | 15:00 | Sin transmisión |

| Corporación Niza | 6 : 3 | Utrahuilca       | U.F.P. Santander     | 8 de abril | 19:00 | Sin transmisión |
| Deportivo Lyon   | 4 : 2 | Deportivo Cóndor | Mariano Ramos        | 8 de abril | 19:00 | Sin transmisión |
| Leones de Nariño | 6 : 5 | Atlético Dorada  | Sergio Antonio Ruano | 8 de abril | 19:00 | Sin transmisión |
| Alianza Tolima   | 5 : 5 | Real Bucaramanga | Mayor Líbano         | 8 de abril | 19:00 | Sin transmisión |

### Grupo C
| Pos. | Equipos                    | PJ | PG | PE | PP | GF | GC | Dif. | Pts. |
| ---- | -------------------------- | -- | -- | -- | -- | -- | -- | ---- | ---- |
| 1.   | Alianza Platanera          | 7  | 6  | 0  | 1  | 41 | 17 | 24   | 18   |
| 2.   | Bello Real Antioquia       | 7  | 5  | 1  | 1  | 29 | 15 | 14   | 16   |
| 3.   | Leones de Itagüí           | 7  | 4  | 2  | 1  | 24 | 18 | 6    | 14   |
| 4.   | Rionegro Futsal            | 7  | 4  | 1  | 2  | 21 | 15 | 6    | 13   |
| 5.   | Rionegro Águilas           | 7  | 2  | 1  | 4  | 24 | 33 | -9   | 7    |
| 6.   | Independiente Barranquilla | 7  | 1  | 2  | 4  | 23 | 33 | -10  | 5    |
| 7.   | Gremio Samario             | 7  | 1  | 1  | 5  | 20 | 28 | -8   | 4    |
| 8.   | Inter Cartagena            | 7  | 1  | 0  | 6  | 21 | 45 | -24  | 3    |

|  |                                      |
|  | Clasificados a los cuartos de final. |
|  | Eliminados.                          |

| Real Antioquia    | 2 : 0 | Rionegro Futsal            | Tulio Ospina       | 24 de febrero | 20:00 | Win Sports      |
| Rionegro Águilas  | 1 : 1 | Independiente Barranquilla | Iván R. Córdoba    | 24 de febrero | 20:00 | Sin transmisión |
| Alianza Platanera | 3 : 1 | Gremio Samario             | Santiago Santacruz | 25 de febrero | 20:00 | Sin transmisión |
| Inter Cartagena   | 3 : 4 | Leones Itagüí              | Northon Madrid     | 26 de febrero | 11:00 | Sin transmisión |

| Rionegro Futsal            | 4 : 1  | Alianza Urabá    | Iván Ramiro Córdoba | 3 de marzo | 20:00 | Sin transmisión |
| Independiente Barranquilla | 11 : 7 | Inter Cartagena  | U. de la Costa      | 4 de marzo | 13:00 | Sin transmisión |
| Leones Itagüí              | 4 : 1  | Rionegro Águilas | El Cubo             | 5 de marzo | 11:00 | Sin transmisión |
| Gremio Samario             | 3 : 4  | Real Antioquia   | Cooedumag           | 5 de marzo | 13:00 | Sin transmisión |

| Rionegro Futsal   | 0 : 0 | Leones Itagüí              | Iván R. Córdoba    | 10 de marzo | 20:00 | Sin transmisión |
| Real Antioquia    | 7 : 0 | Inter Cartagena            | Tulio Ospina       | 11 de marzo | 20:00 | Sin transmisión |
| Alianza Platanera | 9 : 2 | Rionegro Águilas           | Santiago Santacruz | 11 de marzo | 20:00 | Sin transmisión |
| Gremio Samario    | 2 : 2 | Independiente Barranquilla | Santa Marta        | 12 de marzo | 13:00 | Sin transmisión |

| Leones Itagüí              | 3 : 3 | Real Antioquia    | El Cubo         | 17 de marzo | 19:00 | Sin transmisión |
| Independiente Barranquilla | 5 : 9 | Alianza Platanera | U. de la Costa  | 17 de marzo | 19:00 | Sin transmisión |
| Rionegro Águilas           | 5 : 3 | Gremio Samario    | Iván R. Córdoba | 17 de marzo | 20:00 | Win Sports      |
| Inter Cartagena            | 2 : 3 | Rionegro Futsal   | Northon Madrid  | 19 de marzo | 13:00 | Sin transmisión |

| Leones Itagüí   | 3 : 2  | Independiente Barranquilla | El Cubo         | 24 de marzo | 19:30 | Sin transmisión |
| Inter Cartagena | 5 : 11 | Rionegro Águilas           | Northon Madrid  | 26 de marzo | 11:00 | Sin transmisión |
| Rionegro Futsal | 6 : 3  | Gremio Samario             | Iván R. Córdoba | 28 de marzo | 19:00 | Sin transmisión |
| Real Antioquia  | 2 : 5  | Alianza Platanera          | Tulio Ospina    | 4 de abril  | 20:00 | Win Sports      |

| Rionegro Águilas           | 2 : 5 | Real Antioquia  | Iván R. Córdoba | 31 de marzo | 20:00 | Sin transmisión |
| Independiente Barranquilla | 0 : 5 | Rionegro Futsal | U. de la Costa  | 1 de abril  | 13:00 | Sin transmisión |
| Alianza Platanera          | 6 : 0 | Inter Cartagena | Antonio Roldán  | 1 de abril  | 20:00 | Sin transmisión |
| Gremio Samario             | 6 : 4 | Leones Itagüí   | Cooedumag       | 2 de abril  | 13:00 | Sin transmisión |

| Real Antioquia  | 6 : 2 | Independiente Barranquilla | Tulio Ospina    | 8 de abril | 19:00 | Sin transmisión |
| Rionegro Futsal | 6 : 2 | Rionegro Águilas           | Iván R. Córdoba | 8 de abril | 19:00 | Sin transmisión |
| Leones Itagüí   | 6 : 3 | Alianza Platanera          | El Cubo         | 8 de abril | 19:00 | Sin transmisión |
| Inter Cartagena | 4 : 2 | Gremio Samario             | Northon Madrid  | 9 de abril | 11:00 | Sin transmisión |

## Fase final
Avanzan desde esta fase el ganador de dos juegos, en caso de empates en uno de los juegos se jugarán 10 minutos de tiempo extra y de seguir del empate se definirá por penales [ ], el tercer juego de ser necesario se jugará al día siguiente del segundo juego ( ).

|  | Cuartos de final  | Cuartos de final  | Cuartos de final  |       |                   | Semifinales     | Semifinales     | Semifinales     |  |  | Final             | Final            | Final            |
|  | 21 al 29 de abril | 21 al 29 de abril | 21 al 29 de abril |       |                   | 4 al 11 de mayo | 4 al 11 de mayo | 4 al 11 de mayo |  |  | 2 al 10 de junio  | 2 al 10 de junio | 2 al 10 de junio |
|  |                   |                   |                   |       |                   |                 |                 |                 |  |  |                   |                  |                  |
|  | Alianza Platanera | 8                 | 8                 |       |                   |                 |                 |                 |  |  |                   |                  |                  |
|  | Lanús Colombia    | 7                 | 1                 |       |                   |                 |                 |                 |  |  |                   |                  |                  |
|  | Lanús Colombia    | 7                 | 1                 |       | Alianza Platanera | 5 [1]           | 8 (6)           |                 |  |  |                   |                  |                  |
|  |                   |                   |                   |       | Alianza Platanera | 5 [1]           | 8 (6)           |                 |  |  |                   |                  |                  |
|  |                   | Real Bucaramanga  | 5 [3]             | 3 (2) |                   |                 |                 |                 |  |  |                   |                  |                  |
|  | Real Bucaramanga  | Real Bucaramanga  | 5 [3]             | 3 (2) | 4                 | 4               |                 |                 |  |  |                   |                  |                  |
|  | Real Bucaramanga  |                   |                   |       | 4                 | 4               |                 |                 |  |  |                   |                  |                  |
|  | Leones Itagüí     | 2                 | 1                 |       |                   |                 |                 |                 |  |  |                   |                  |                  |
|  |                   |                   |                   |       |                   |                 |                 |                 |  |  | Alianza Platanera | 5                | 4 [2] (1)        |
|  |                   |                   | Real Antioquia    | 3     | 4 [1] (3)         |                 |                 |                 |  |  |                   |                  |                  |
|  | D´Martin FC       | 4                 | 3                 |       |                   |                 |                 |                 |  |  |                   |                  |                  |
|  | Deportivo Meta    | 8                 | 4                 |       |                   |                 |                 |                 |  |  |                   |                  |                  |
|  | Deportivo Meta    | 8                 | 4                 |       | Real Antioquia    | 2               | 4 (11)          |                 |  |  |                   |                  |                  |
|  |                   |                   |                   |       | Real Antioquia    | 2               | 4 (11)          |                 |  |  |                   |                  |                  |
|  |                   | Deportivo Meta    | 3                 | 0 (5) |                   |                 |                 |                 |  |  |                   |                  |                  |
|  | Real Antioquia    | Deportivo Meta    | 3                 | 0 (5) | 5                 | 2 (7)           |                 |                 |  |  |                   |                  |                  |
|  | Real Antioquia    |                   |                   |       | 5                 | 2 (7)           |                 |                 |  |  |                   |                  |                  |
|  | Leones de Nariño  | 1                 | 4 (3)             |       |                   |                 |                 |                 |  |  |                   |                  |                  |

### Cuartos de final
Disputados del 22 al 29 de abril.
| 22 de marzo, 21:00 | Lanús Colombia                                                                          | 7:8 (2:3) | Alianza Platanera                                                                                           | Coliseo Municipal, Tocancipá |                        |
|                    | Sebastián Amado 15' 38' · Brayan Peña 19' · Brian Rojas 26' 47' 48' · Javier Sierra 44' |           | 9' 15' Yeisson Fonnegra · 12' Edgardo Pardo · 37' 48' Cristian Otero · 41' Deiler Santos · 43' Denni Berrio | Árbitro(s): Fredy Vega       | Árbitro(s): Fredy Vega |

| 29 de abril, 19:30 | Alianza Platanera | 8:1 (5:0) | Lanús Colombia    | Coliseo Antonio Roldán, Apartadó |                           |
|                    | Yeison Fonnegra 4' 38' · Edwin Palacios 15' · Edgardo Pardo 16' · Deiler Santos 18' · Davinson González 20' · Daniel Fonnegra 38' · Richard Gutiérrez 39' |           | 31' Javier Sierra | Árbitro(s): Víctor Florez        | Árbitro(s): Víctor Florez |

| 21 de abril, 18:00 Win Sports | Deportivo Meta                                                                                   | 8:4 (4:3) | D´Martin FC                                                                  | Coliseo Álvaro Mesa, Villavicencio |  |
|                               | Crystian Hurtado 4' 17' 32' 39' · Juan D. Bustos 6' · Eder Torres 19' 38' · Jimerzon Baquero 24' |           | 1' Jairo Vargas · 5' Oscar Vega (c) · 16' Luis Posada · 22' Alejandro Vargas |                                    |  |

| 28 de abril, 18:00 Win Sports | D´Martin FC                               | 3:4 (0:0) | Deportivo Meta                                      | Colsieo Cubierto, Madrid |  |
|                               | Camilo Piragua 25' 40+8' · Avendaño 40+9' |           | 29' 40+3' 40+9' Crystian Hurtado · 40+7' Oscar Vega |                          |  |

| 21 de abril, 19:30 | Leones Itagüí                        | 2:4 (1:2) | Real Bucaramanga                               | Coliseo El Cubo, Itagüí |  |
|                    | José Tangarife 6' · Stiven Abril 21' |           | 2' 26' Felipe Barreneche · 9' 39' Camilo Gómez |                         |  |

| 29 de abril, 19:00 | Real Bucaramanga                                                                             | 4:1 (1:1) | Leones Itagüí        | Coliseo Vicente Díaz Calderón, Bucaramanga |  |
|                    | Camilo Gómez 9' · Jonathan Giraldo (autogol) 28' · Angello Carot 30' · Miguel Arciniegas 38' |           | 11' Daniel Chavarría |                                            |  |

| 22 de abril, 20:00 | Leones de Nariño | 1:4 (0:3) | Real Antioquia                                                     | Coliseo Sergio Ruano, San Juan de Pasto |                             |
|                    | Juan Páez 33'    |           | 9' Jorge Cuervo · 10' 26' Felipe Echevarria · 19' Jefferson Moreno | Árbitro(s): Harold Castillo             | Árbitro(s): Harold Castillo |

| 28 de abril, 20:00 | Real Antioquia                              | 2:4 (1:0) | Leones de Nariño                                | Coliseo Tulio Ospina, Bello |                        |
|                    | Cristian Jiménez 7' · Felipe Echavarria 27' |           | 28' 32' Jimmy Benavides · 29' 39' Eddier Burgos | Árbitro(s): Juan Rojas      | Árbitro(s): Juan Rojas |

| 29 de abril, 15:00 | Real Antioquia                                                                                             | 7:3 (2:0) | Leones de Nariño                                         | Coliseo Tulio Ospina, Bello |                        |
|                    | Duvan Valencia 11' · Jhon Parra 17' · Felipe Echevarría 20' 31' · Javier Ortiz 31' · Yonathan Cárdenas 31' |           | 26' Eder Burgos · 34' Norbey Pérez · 35' Jeferson Cetina | Árbitro(s): Juan Rojas      | Árbitro(s): Juan Rojas |

### Semifinales
Jugadas del 4 al 14 de mayo.
| 5 de mayo, 20:00                                  | Real Bucaramanga                                  | 5:5 (0:2) (3:1 p.)         | Alianza Platanera                                                                                     | Coliseo Vicente Calderón Díaz, Bucaramanga |                            |
|                                                   | Angellot Caro 21' 23' 27' 39' · Miguel Sierra 25' |                            | 10' Daniel Fonnegra · 15' Richard Gutiérrez · 22' Kevin Mejía · 22' José Quiroz · 29' Christian Otero | Árbitro(s): Sonia Zambrano                 | Árbitro(s): Sonia Zambrano |
|                                                   |                                                   | Tiros desde el punto penal | |                                            |                            |
|                                                   | Caro · Rueda · Gualdrón                           |                            | Mejía · Fonnegra ·                                                                                    |                                            |                            |
| Se jugó tiempo extra manteniendo el resultado 5:5 |                                                   |                            | |                                            |                            |

| 13 de mayo, 19:00 | Alianza Platanera | 8:3 (3:2) | Real Bucaramanga                                              | Coliseo Santiago Santacruz Rambay, Apartadó |  |
|                   | Edgardo Pardo 10' · Deiler Santos 12' · Cristian Otero 19' · Kevin Mejía 22' 36' 37' · Richar Gutiérrez 32' · Daniel Fonnegra 39' |           | 15' Jesús Gualdrón · 15' Angellot Caro · 38' Jhonathan García |                                             |  |

| 14 de mayo, 19:00 | Alianza Platanera                                                                                     | 6:2 (2:1) | Real Bucaramanga                    | Coliseo Santiago Santacruz Rambay, Apartadó |  |
|                   | Deiler Santos 16' · Christian Otero 24' · Daniel Fonnegra 30' · Edgardo Pardo 39' · Manuel Zapata 39' |           | 15' Jesús Gualdrón · 36' José Bravo |                                             |  |

| 4 de mayo, 20:00 Win Sports | Deportivo Meta               | 3:2 (2:0) | Real Antioquia                         | Coliseo Álvaro Mesa Amaya, Villavicencio |  |
|                             | Crystian Hurtado 13' 16' 21' |           | 33' Felipe Echavarría · 33' Jhon Parra |                                          |  |

| 12 de mayo, 18:00 Win Sports | Real Antioquia                                           | 4:0 (0:0) | Deportivo Meta | Coliseo Tulio Ospina, Bello |  |
|                              | John Parra 28' · Juan Uribe 35' 39' · Duvan Valencia 37' |           |                |                             |  |

| 13 de mayo, 10:00 | Real Antioquia | 11:5 (4:3) | Deportivo Meta                              | Coliseo Tulio Ospina, Bello |  |
|                   | Jorge Cuervo 6' · Felipe Echavarría 7' 28' · Juan Uribe 12' 29' 33' · Yonathan Cárdenas 24' · Jefferson Moreno 35' · Yovan Cárdenas 39' · Jhon Parra 39' |            | 19' 38' Crystian Hurtado · 30' Diego Barney |                             |  |

### Final
Disputada del 2 al 10 de junio.
| 2 de junio, 20:00 Win Sports | Real Antioquia                                                                    | 5:3 (3:2) | Alianza Platanera                        | Coliseo Tulio Ospina, Bello                             |                                                         |
|                              | Duvan Valencia 8' · Javier Ortiz 10' · Felipe Echevarría 15' 34' · Jhon Parra 23' | Reporte   | 4' 12' Kevin Mejía · 37' Christian Otero | Árbitro(s): José Cuero, Oswaldo Gómez y Jacobo Chaparro | Árbitro(s): José Cuero, Oswaldo Gómez y Jacobo Chaparro |

| 9 de junio, 19:00 Win Sports | Alianza Platanera                                                                   | 4:4 (1:1, 1:1) (t. s.)(1:1 t. s.)(2:1 p.) | Real Antioquia                                                              | Coliseo Santiago Santacruz Rambay, Apartadó          |                                                      |
|                              | Deiler Santos 13' · Yeisson Fonnegra 36' · Richar Gutiérrez 37' · Kevin Mejía 40+2' |                                           | 14' Jorge Cuervo · 24' Juan Uribe · 31' Juan Parra · 40+8' Jefferson Moreno | Árbitro(s): Yuri García, Hugo Camargo, Fidias Mestre | Árbitro(s): Yuri García, Hugo Camargo, Fidias Mestre |
|                              |                                                                                     | Tiros desde el punto penal                |                                                                             |                                                      |                                                      |
|                              | Kevin Mejía · Daniel Fonnegra · Christian Otero                                     |                                           | Jorge Cuervo · Sebastián Rodríguez · Juan Uribe                             |                                                      |                                                      |

| 10 de junio, 10:00 Win Sports | Alianza Platanera | 1:3 (0:1) | Real Antioquia               | Coliseo Santiago Santacruz Rambay, Apartadó          |                                                      |
|                               | Kevin Mejía 27'   | Reporte   | 8' 21' 38' Felipe Echavarría | Árbitro(s): Yuri García, Hugo Camargo, Fidias Mestre | Árbitro(s): Yuri García, Hugo Camargo, Fidias Mestre |

| Colombia                              |
| Campeón Real Antioquia Segundo título |

## Reclasificación
La reclasificación contendrá la suma de todos los partidos en el año, los últimos cuatro equipos del torneo descenderán a la Categoría Primera B 2018.
| Pos. | Equipos                    | PJ | PG | PE | PP | GF | GC | Dif. | Pts. |
| ---- | -------------------------- | -- | -- | -- | -- | -- | -- | ---- | ---- |
| 1.   | Bello Real Antioquia       | 16 | 11 | 2  | 3  | 71 | 39 | 33   | 35   |
| 2.   | Alianza Platanera          | 15 | 10 | 2  | 3  | 85 | 46 | 38   | 32   |
| 3.   | Real Bucaramanga           | 12 | 7  | 3  | 2  | 52 | 43 | 11   | 24   |
| 4.   | Deportivo Meta             | 12 | 7  | 1  | 4  | 48 | 45 | 3    | 22   |
| 5.   | D´Martin FC                | 9  | 5  | 2  | 2  | 44 | 32 | 12   | 17   |
| 6.   | Leones de Nariño           | 10 | 5  | 2  | 3  | 41 | 41 | 0    | 17   |
| 7.   | Leones de Itagüí           | 9  | 4  | 2  | 3  | 27 | 26 | 1    | 14   |
| 8.   | Rionegro Futsal            | 7  | 4  | 1  | 2  | 21 | 15 | 6    | 13   |
| 9.   | Lanús Colombia             | 9  | 3  | 3  | 3  | 35 | 34 | 1    | 12   |
| 10.  | Fortaleza                  | 7  | 3  | 2  | 2  | 30 | 26 | 4    | 11   |
| 11.  | Deportivo Lyon             | 7  | 3  | 1  | 3  | 33 | 30 | 3    | 10   |
| 12.  | Corporación Niza           | 7  | 3  | 1  | 3  | 29 | 33 | -4   | 10   |
| 13.  | Saeta Bogotá               | 7  | 3  | 1  | 3  | 24 | 30 | -6   | 10   |
| 14.  | Atlético Dorada            | 7  | 3  | 0  | 4  | 35 | 28 | 7    | 9    |
| 15.  | Alianza Tolima             | 7  | 2  | 3  | 2  | 21 | 22 | -1   | 9    |
| 16.  | Deportivo Sanpas           | 7  | 2  | 2  | 3  | 21 | 23 | -2   | 8    |
| 17.  | Cóndor F.C                 | 7  | 2  | 1  | 4  | 22 | 29 | -7   | 7    |
| 18.  | Rionegro Águilas           | 7  | 2  | 1  | 4  | 24 | 33 | -9   | 7    |
| 19.  | Independiente Barranquilla | 7  | 1  | 2  | 4  | 23 | 33 | -10  | 5    |
| 20.  | Real Cundinamarca          | 7  | 1  | 2  | 4  | 9  | 20 | -11  | 5    |
| 21.  | Gremio Samario             | 7  | 1  | 1  | 5  | 20 | 28 | -8   | 4    |
| 22.  | Utrahuilca                 | 7  | 1  | 0  | 6  | 15 | 33 | -18  | 3    |
| 23.  | Inter Cartagena            | 7  | 1  | 0  | 6  | 21 | 45 | -24  | 3    |
| 24.  | Academia de Ubaté          | 7  | 0  | 1  | 6  | 15 | 33 | -18  | 1    |

|  | Desciende a la Categoría Primera B. |

## Goleadores
| Crystian Hurtado                          | Deportivo Meta      | 17 |
| Christian Otero                           | Alianza Platanera   | 16 |
| Felipe Echavarría                         | Bello Real Anioquia | 13 |
| César Baldrich                            |                     | 12 |
| Carlos Hernández                          |                     | 12 |
| Última actualización: 9 de junio de 2017. |                     |    |